# Dmitri Wladimirowitsch Kulikow
Dmitri Wladimirowitsch Kulikow (russisch Дмитрий Владимирович Куликов; englische Transkription: Dmitri Vladimirovich Kulikov; * 29. Oktober 1990 in Lipezk, Russische SFSR) ist ein russischer Eishockeyspieler, der seit Juli 2023 erneut bei den Florida Panthers aus der National Hockey League (NHL) unter Vertrag steht. Mit dem Team gewann er in den Playoffs 2024 und 2025 den Stanley Cup. Zuvor war der Verteidiger in der NHL bereits einmal für die Panthers, Buffalo Sabres, Winnipeg Jets, New Jersey Devils, Edmonton Oilers, Minnesota Wild, Anaheim Ducks und Pittsburgh Penguins aktiv.

## Karriere
Dmitri Kulikow begann seine Karriere als Eishockeyspieler bei Rus Moskau, bevor er 2007 in die Nachwuchsabteilung des russischen Erstligisten Lokomotive Jaroslawl wechselte, in der er bis 2008 aktiv war. Anschließend wechselte er zu den Voltigeurs de Drummondville in die kanadischen Juniorenliga Ligue de hockey junior majeur du Québec (LHJMQ), die ihn beim CHL Import Draft 2008 an Gesamtposition zwei gezogen hatten und mit denen er die Coupe du Président, den Meistertitel der Liga, gewann. Zu diesem Erfolg trug der Verteidiger mit 81 Scorerpunkten in insgesamt 76 Spielen bei. Daraufhin wurde er im NHL Entry Draft 2009 in der ersten Runde als insgesamt 14. Spieler von den Florida Panthers ausgewählt, für die er am 2. Oktober 2009 im Spiel gegen die Chicago Blackhawks sein Debüt in der National Hockey League (NHL) gab. Aufgrund des NHL-Lockouts spielt Kulikow zwischen September und Dezember 2012 für Lokomotive Jaroslawl in der Kontinentalen Hockey-Liga (KHL).
Nach sieben Spielzeiten in Florida, in denen er mit der Mannschaft zweimal in die Playoffs einzog, wurde Kulikow im Juni 2016 im Austausch für Mark Pysyk an die Buffalo Sabres abgegeben. Nach einer weiteren Spielzeit in Buffalo wurde sein auslaufender Vertrag nicht verlängert, sodass er sich im Juli 2017 als Free Agent den Winnipeg Jets anschloss. Kulikow unterzeichnete dort einen Dreijahresvertrag, der ihm ein durchschnittliches Jahresgehalt von 4,33 Millionen US-Dollar einbringen soll. Diesen erfüllte er, ehe er im Oktober 2020, ebenfalls als Free Agent, im Rahmen eines Einjahresvertrages zu den New Jersey Devils wechselte. Diese jedoch gaben ihn kurz vor der Trade Deadline im April 2021 an die Edmonton Oilers ab und erhielten im Gegenzug ein konditionales Viertrunden-Wahlrecht im NHL Entry Draft 2022. Dieses soll zu einem Drittrunden-Wahlrecht aufgewertet werden, sofern die Oilers mindestens eine Runde der Playoffs 2021 gewinnen, was jedoch in der Folge nicht geschah. Anschließend wechselte der Russe im Juli 2021 als Free Agent zu den Minnesota Wild, bei denen er einen Zweijahresvertrag mit einem Gesamtvolumen von 4,5 Millionen US-Dollar unterzeichnete. Im August 2022 wurde er allerdings vorzeitig zu den Anaheim Ducks transferiert, ohne dass Minnesota dafür eine konkrete Gegenleistung erhielt (future considerations).
In Anaheim wiederum war der Russe auch nur eine knappe halbe Saison aktiv, bevor er im März 2023 an die Pittsburgh Penguins abgegeben wurde. Anaheim erhielt im Gegenzug Brock McGinn sowie ein Drittrunden-Wahlrecht im NHL Entry Draft 2024. Anschließend kehrte Kulikow im Juli 2023 als Free Agent zu den Florida Panthers zurück. In den folgenden Playoffs 2024 zog er mit dem Team ins Finale ein und errang mit einem 4:3-Erfolg über die Edmonton Oilers auch den ersten Stanley Cup der Franchise-Geschichte.
Im Februar 2025 bestritt Kulikow seine insgesamt 1000. Partie der regulären Saison in der NHL. Den Stanley Cup verteidigten die Panthers anschließend durch einen weiteren 4:2-Sieg gegen die Oilers am Ende der Playoffs 2025.

### International
Für Russland nahm Kulikow an den U18-Junioren-Weltmeisterschaften 2007 und 2008 sowie der U20-Junioren-Weltmeisterschaft 2009 teil. Im Seniorenbereich gewann er 2010 und 2015 die Silbermedaille bei der Weltmeisterschaft. Außerdem vertrat er sein Heimatland beim World Cup of Hockey 2016.

## Erfolge und Auszeichnungen

### Verein
- 2009 Teilnahme am CHL Top Prospects Game
- 2009 Coupe-du-Président-Gewinn mit den Voltigeurs de Drummondville
- 2009 LHJMQ All-Rookie-Team
- 2009 LHJMQ First All-Star-Team
- 2009 CHL All-Rookie-Team
- 2009 CHL Second All-Star-Team
- 2009 Trophée Émile Bouchard
- 2009 Trophée Raymond Lagacé
- 2009 Coupe RDS
- 2009 Trophée Michael Bossy
- 2024 Stanley-Cup-Gewinn mit den Florida Panthers
- 2025 Stanley-Cup-Gewinn mit den Florida Panthers

### Nationalmannschaft
- 2007 Goldmedaille bei der U18-Junioren-Weltmeisterschaft
- 2008 Silbermedaille bei der U18-Junioren-Weltmeisterschaft
- 2009 Bronzemedaille bei der U20-Junioren-Weltmeisterschaft
- 2010 Silbermedaille bei der Weltmeisterschaft
- 2015 Silbermedaille bei der Weltmeisterschaft

## Karrierestatistik
Stand: Ende der Saison 2024/25

### International
Vertrat Russland bei:
| - U18-Junioren-Weltmeisterschaft 2007 - U18-Junioren-Weltmeisterschaft 2008 - U20-Junioren-Weltmeisterschaft 2009 - Weltmeisterschaft 2010 | - Weltmeisterschaft 2011 - Weltmeisterschaft 2015 - World Cup of Hockey 2016 |

(Legende zur Spielerstatistik: Sp oder GP = absolvierte Spiele; T oder G = erzielte Tore; V oder A = erzielte Assists; Pkt oder Pts = erzielte Scorerpunkte; SM oder PIM = erhaltene Strafminuten; +/− = Plus/Minus-Bilanz; PP = erzielte Überzahltore; SH = erzielte Unterzahltore; GW = erzielte Siegtore; 1 Play-downs/Relegation; Kursiv: Statistik nicht vollständig)